# Nick (Maďarsko)

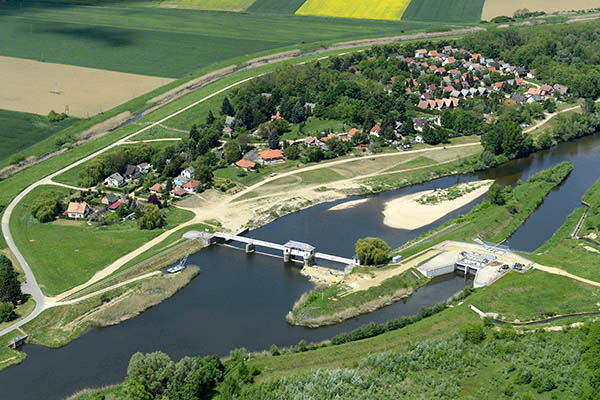
Letecký pohled na osadu Műgát a vodní elektrárnu

Nick (vyslovováno [nitsk], nikoliv [nik]) je obec v Maďarsku v župě Vas, spadající pod okres Sárvár. Nachází se v blízkosti dálnice M86, asi 2 km jižně od Répcelaku a asi 20 km severovýchodně od Sárváru. V roce 2024 zde žilo 552 obyvatel.
Kromě samotné vesnice patří k obci také osada Műgát, která leží na soutoku řeky Ráby a kanálu Kis-Rába. U osady se nachází hráz vybudovaná v letech 1930 – 1932, která byla svého času druhou největší hrází v Evropě. Hráz byla v roce 2000 renovována. Blízká vodní elektrárna na řece Rábě však patří již k obci Kenyeri.
Nachází se zde katolický kostel svaté Anny a hřbitov. Prochází tudy vedlejší silnice 8447.
První písemná zmínka o Nicku pochází z roku 1221.

## Sousední obce
| Růžice kompasu |             | Répcelak | Rábakecöl | Růžice kompasu |
| Růžice kompasu | Vámoscsalád | Sever    | Kenyeri   | Růžice kompasu |
| Růžice kompasu | Vámoscsalád | Nick     | Kenyeri   | Růžice kompasu |
| Růžice kompasu | Vámoscsalád | Jih      | Kenyeri   | Růžice kompasu |
| Růžice kompasu | Uraiújfalu  |          |           | Růžice kompasu |